# 伴生豇豆花叶病毒科
伴生豇豆花叶病毒科（Secoviridae），合并自伴生病毒科（Sequiviridae，也称隨伴病毒科）和豇豆花叶病毒科（Comoviridae，现为亚科）。

## 分類
- 豇豆花叶病毒亚科（Comoviridae）
  - 豇豆花叶病毒屬（{{lang|la|Comovirus）
代表種：豇豆花叶病毒（Cowpea mosaic virus）
  - 蠶豆病毒屬（Fabavirus）
代表種：蠶豆萎蔫病病毒1型（Broad bean wilt virus 1）
  - 線蟲傳多面體病毒屬（Nepovirus）
代表種：煙草環斑病毒（Tobacco ringspot virus，也称菸草圓斑病毒）
- （无亚科）
  - 樱桃锉叶病毒属（Cheravirus）
  - 蜜柑矮缩病毒属（Sadwavirus）
  - 伴生病毒屬（Sequivirus，也称隨伴病毒屬）
代表種：歐洲防風草黃點病毒（Parsnip yellow fleck virus）
  - 灼烧病毒属（Torradovirus）
  - 矮化病毒屬（Waikavirus）
代表種：水稻東格魯球狀病毒（Rice tungro spherical virus）